# Comté de Lyon (Kansas)
Pour les articles homonymes, voir Lyon (homonymie) et Comté de Lyon.
Le comté de Lyon est l’un des 105 comtés de l’État du Kansas, aux États-Unis. Il a été fondé le 5 février 1862, il doit son nom au général Nathaniel Lyon, qui fut tué à la bataille de Wilson's Creek, lors de la Guerre de Sécession. 
Siège et plus grande ville : Emporia.

## Géolocalisation
| Comté de Morris | Comté de Wabaunsee | Comté d'Osage   |
| Comté de Chase  | Comté de Lyon      |                 |
|                 | Comté de Greenwood | Comté de Coffey |